# Dolar de argint din 1794

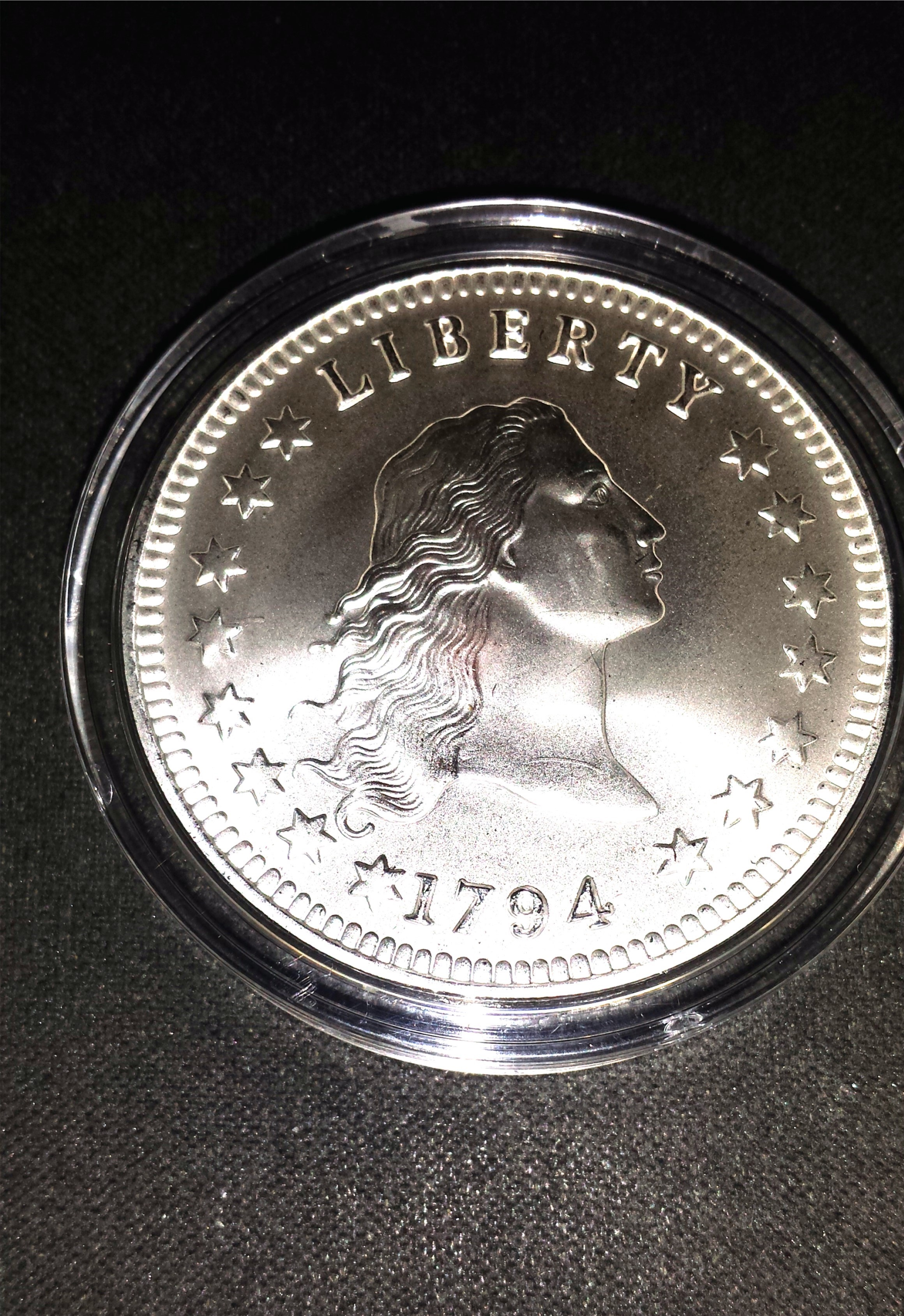
Replică contemporană a dolarului de argint 1794

Dolarul de argint, cunoscut sub denumirea de Flowing Hair Silver Dollar (dolar de argint cu părul despletit) bătut în 1794 în Statele Unite ale Americii a fost prima monedă de argint emisă de acest stat.
Prima emisiune a fost de 1758 de monede, bătute la 15 octombrie 1794 cu o presă manuală. David Rittenhouse, directorul monetăriei, a preluat întreaga emisiune și a distribuit personal o parte din aceste monede, păstrând cel puțin una pentru el. Restul au intrat în circulație.
Pe avers moneda are o figură feminină din profil, cu părul despletit, reprezentând Libertatea, înconjurată de 15 stele, reprezentând statele componente ale SUA la acea dată. Pe revers apare un vultur cu aripile întinse înconjurate de două crengi înfrunzite. În anul următor, moneda de 1 dolar a fost emisă cu același avers, dar pe revers cu un bust drapat. Din această primă emisiune de monede, cu un diametru de 4 cm, s-au păstrat circa 130 de exemplare.
La 24 ianuarie 2013, la o licitație organizată de casa de licitații Stack’s Bowers Galleries, un exemplar impecabil din această primă emisiune, cel mai probabil cel reținut de David Rittenhouse, a fost vândut la prețul record de $10.016.875.